# Dolmen del Mas
Le dolmen del Mas est un dolmen situé près de la commune de Sarroca de Bellera, dans la province de Lérida, en Catalogne.

## Structure
Daté de 2 000 à 1 800 av. J.-C., il est constitué d'une table de 3,20 m de longueur sur 2,60 m de largeur ; sa chambre mesure 1,70 m de longueur sur 1,25 m de largeur.

## Galerie

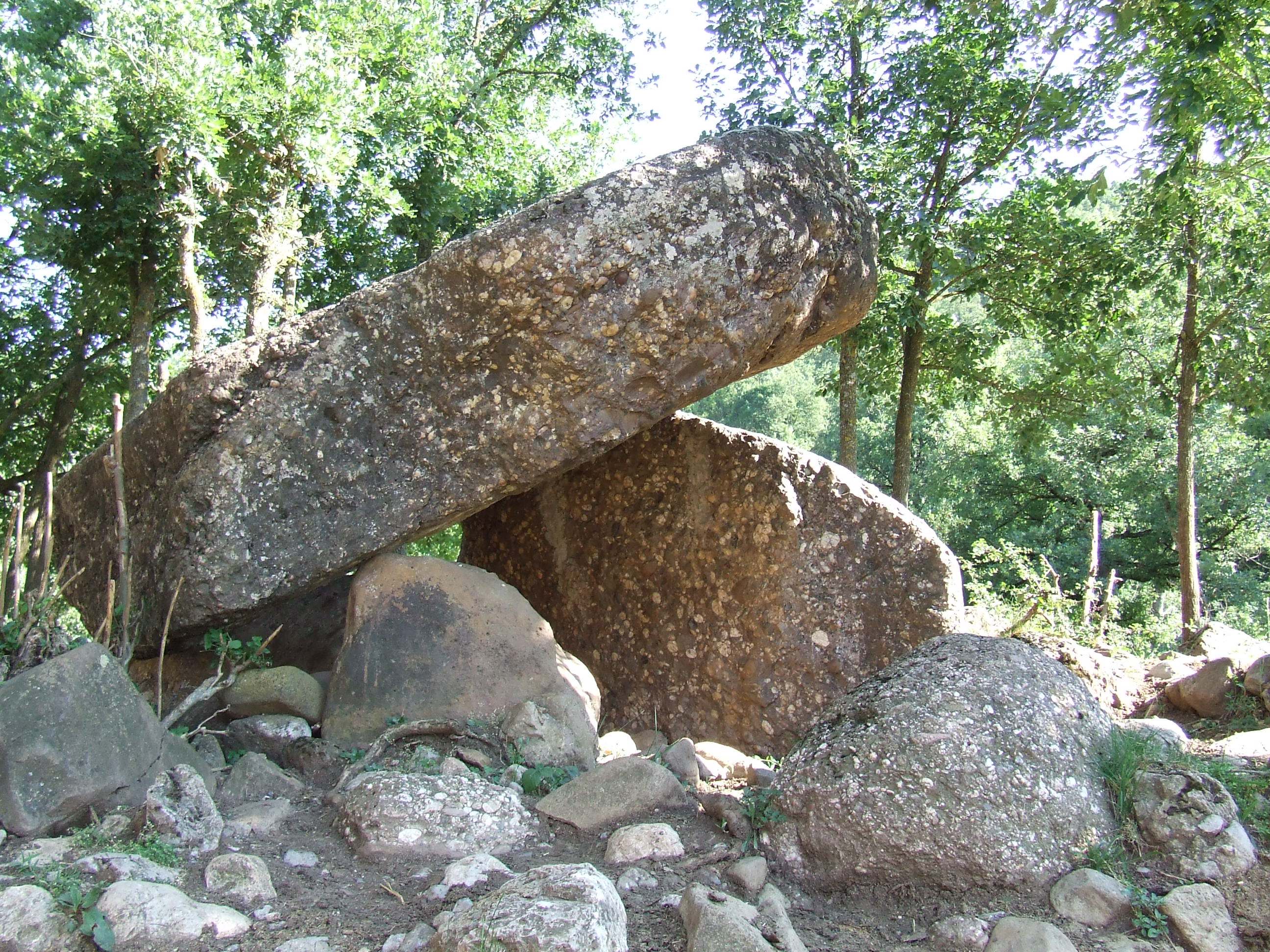
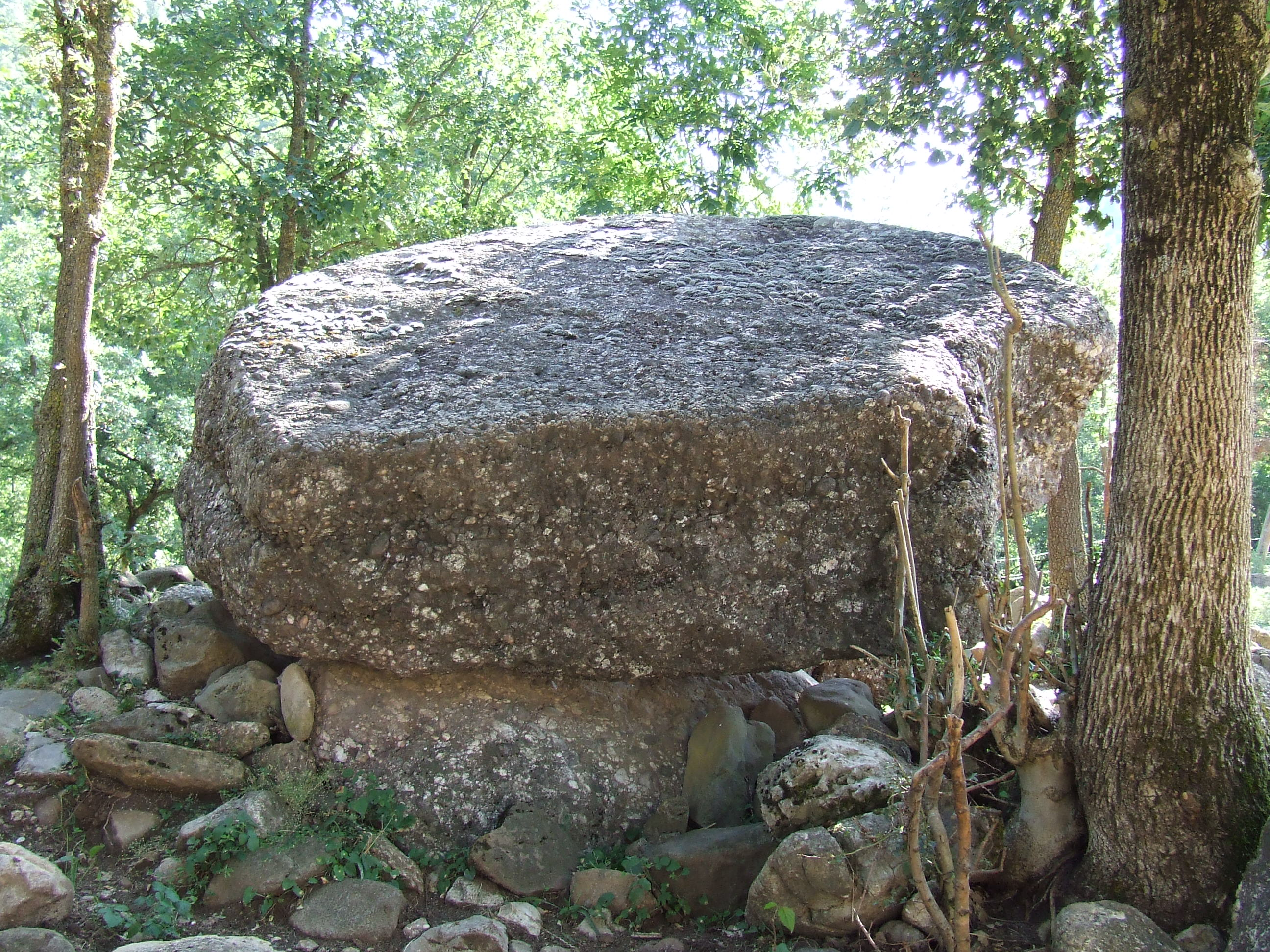
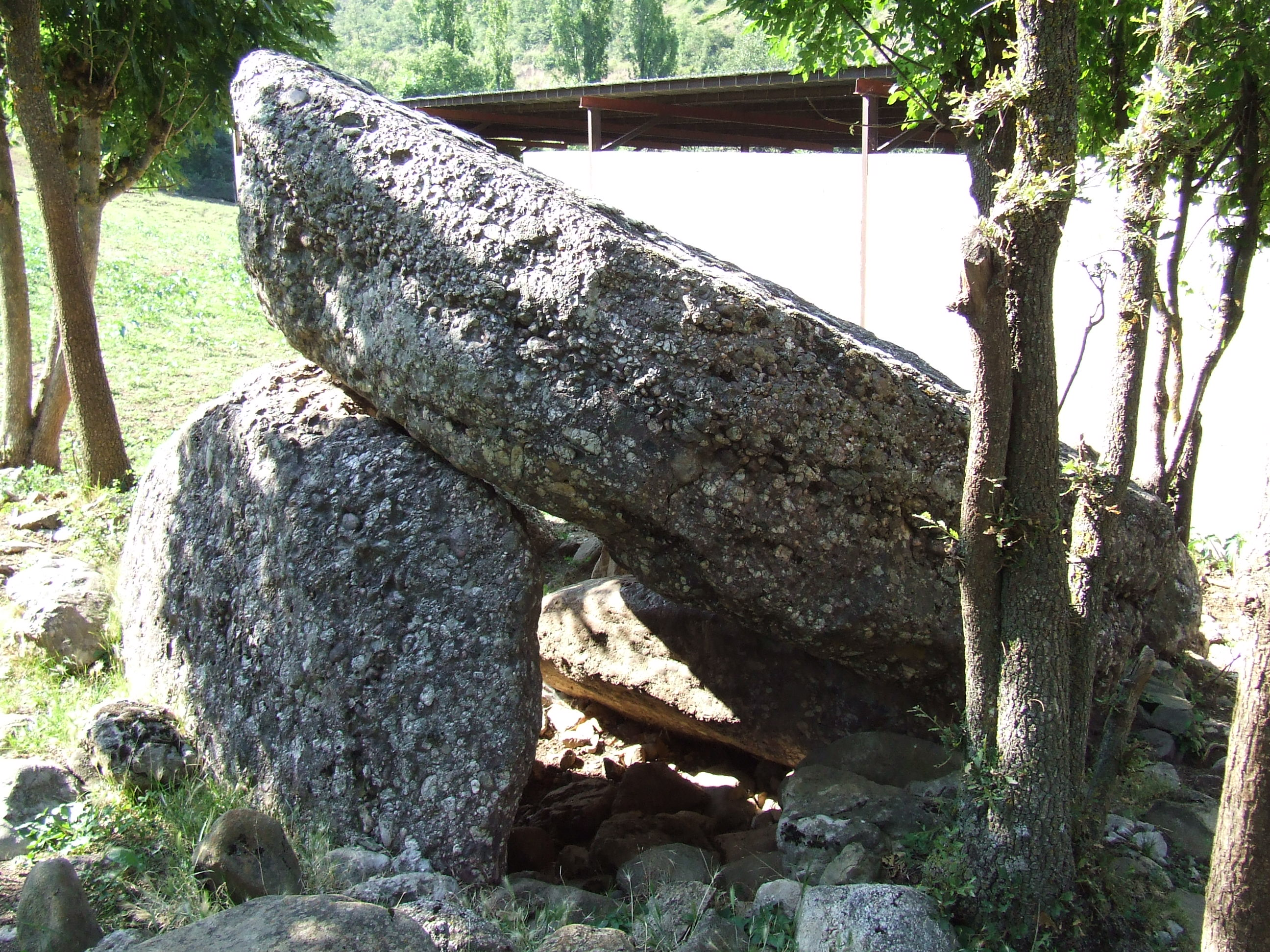

## Histoire
Le dolmen a été fouillé en 1923.